# Wesmaelius zhiltzovae
Wesmaelius zhiltzovae is een insect uit de familie van de bruine gaasvliegen (Hemerobiidae), die tot de orde netvleugeligen (Neuroptera) behoort. 
Wesmaelius zhiltzovae is voor het eerst wetenschappelijk beschreven door Makarkin in 1986.